# Caspar Netscher
Caspar Netscher (Heidelberg, 1639 – Den Haag, 15 januari 1684) was een Nederlands schilder, tekenaar en miniatuurschilder.

## Leven
Hij was lid van de familie Netscher en een zoon van de Duitse beeldhouwer Johann Netscher. Al op jonge leeftijd ging hij in Arnhem in de leer bij de schilder Hendrick Coster. Hij rondde zijn opleiding af in het atelier van Gerard ter Borch in Deventer. In 1658 of 1659 trok Netscher naar Den Haag. In 1659 vertrok hij op weg naar Italië, maar kwam niet verder dan Bordeaux, waar hij ging wonen. Hij ontmoette er zijn latere echtgenote Margaretha Godijn. In 1662 keerde hij met gezin terug naar Den Haag, waar hij op 25 oktober toetrad tot het Haagse schildersgilde Pictura. 

## Stijl
Aanvankelijk schilderde Netscher eenvoudige genrestukken van een klein formaat, die de invloed van Gerard ter Borch verraden. Maar in de jaren zestig ging hij meer voorname onderwerpen schilderen. Hij maakte ook veel portretten in de elegante Haagse hofstijl, onder meer van stadhouder Willem III. In de jaren zeventig ontving Netscher hoge prijzen voor zijn werk. 
Casper schilderde verfijnde stukken, zo te zien, huiselijke gebeurtenissen in elegante interieurs, die bijzonder in trek zijn bij een Frans georiënteerde elite, ter aankleding van de kunstkabinetten vol schilderijen en andere kunstvoorwerpen.Omdat er een erg grote vraag naar zijn werken was, moest hij assistenten inschakelen. Caspar Netscher had, net zoals de Leidse fijnschilders , een rijke stofsuggestie: hij was heel goed in het weergeven van oriëntaalse tapijten, zijde, borduursels  en brokaat.  
Verder zijn er ook historiestukken, landschappen en tekeningen van de hand van Netscher bewaard gebleven. 
De zonen van Caspar Netscher, Theodoor (1660 Bordeaux-1732 Hulst) en Constantijn (1668 Den Haag-1723 Den Haag), werkten in de trant van hun vader.

## Werken

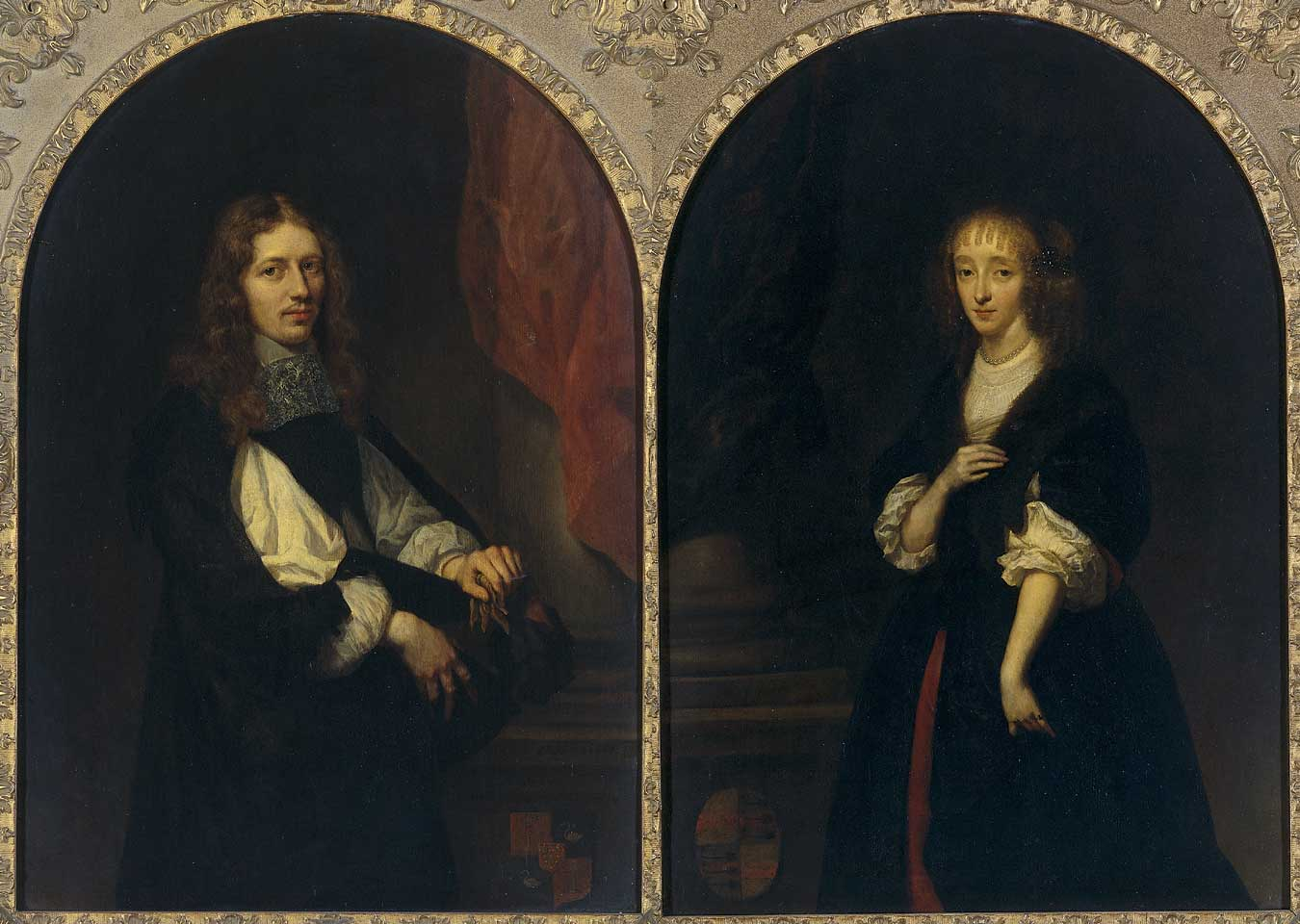
Caspar Netscher. Dubbelportret van Pieter de Graeff en zijn echtgenote Jacoba Bicker. 1663. Amsterdam, Rijksmuseum Amsterdam.

- Portretten van de familie Craeyvanger, 1655-1658, Leiden Collection.
- Dubbelportret van Pieter de Graeff en zijn echtgenote Jacoba Bicker. 1663. Amsterdam, Rijksmuseum Amsterdam.
- Musicerend gezelschap, 1665, paneel, 44 x 35,7 cm, Den Haag, Mauritshuis.
- Dame bij haar toilet, doek, 81 × 64 cm. Bazel, Kunstmuseum Basel.
- Lucretia, ca. 1665 - 67, paneel, 28.8 x 24.3 cm, Leiden Collection.[3]
- Zang met klavierbegeleiding, 1666, paneel, 60 × 46 cm. Dresden, Gemäldegalerie.
- Vrouw aan het venster. 1666, Washington DC, National Gallery of Art [4]
- De waarzegster, ca. 1666 - 70, doek, 59.5 x 51 cm, Leiden Collection.[5]
- Oudere dame, 1670, doek, 45 × 37 cm. Kassel, Gemäldegalerie Alte Meister.
- Interieur van een schuur, doek, 67 × 77 cm. Philadelphia (Pennsylvania), Philadelphia Museum of Art.
- Portret van Pieter de Graeff, 1663, paneel, 51 × 36 cm. Amsterdam, Rijksmuseum Amsterdam.
- Portret van Jacoba Bicker, 1663, paneel, 51 × 36 cm. Amsterdam, Rijksmuseum Amsterdam.
- Lady Philippina Staunton, 1668, doek, 87 × 69 cm. Amsterdam, Rijksmuseum Amsterdam.
- Bellenblazende jongen, 1670, paneel, 11,2 x 8,4 cm, Den Haag, Mauritshuis
- Sara brengt Hagar bij Abraham, 1673, doek, 59.5 x 50.5 cm, Leiden Collection [6]
- Portret van Maurits Le Leu de Wilhem (1643- 1724), 1677, doek, 48,4 x 39,5 cm Den Haag, Mauritshuis, pendant van Portret van Maria Timmers
- Ludwig, Markgraf von Brandenburg, 1682, doek, 47,7 × 39,4 cm. Berlijn
- Paar herders, 1683, doek, 54 × 44 cm Braunschweig
- Portret van Maria Timmers (1658-1753), 1683, doek, 48,2 x 39,7 cm, Den Haag, Mauritshuis, pendant van Portret van Maurits Le Leu de Wilhem

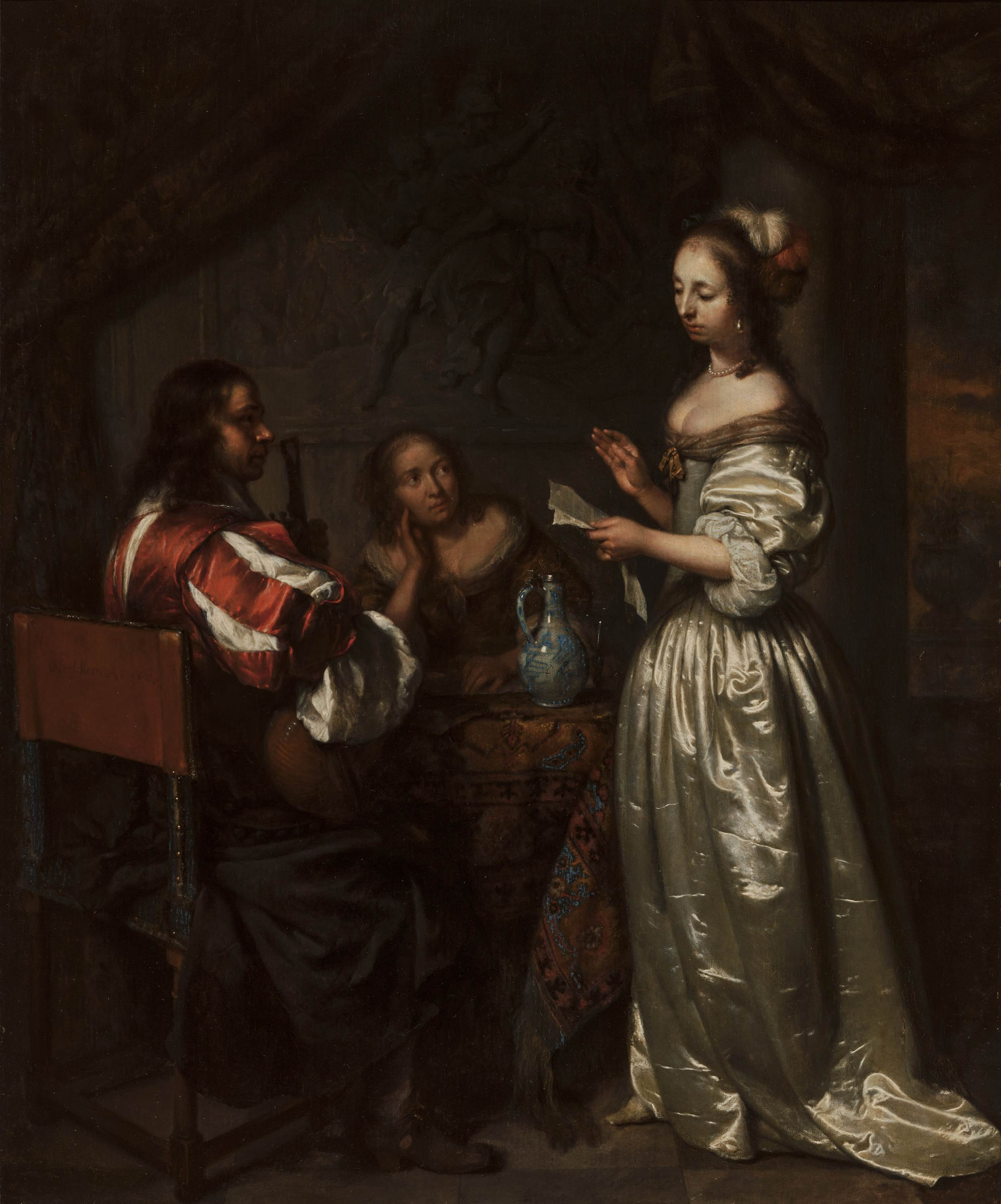
Muziekmakend gezelschap 1665, olieverf op paneel, 44 * 36 cm, Den Haag, Mauritshuis
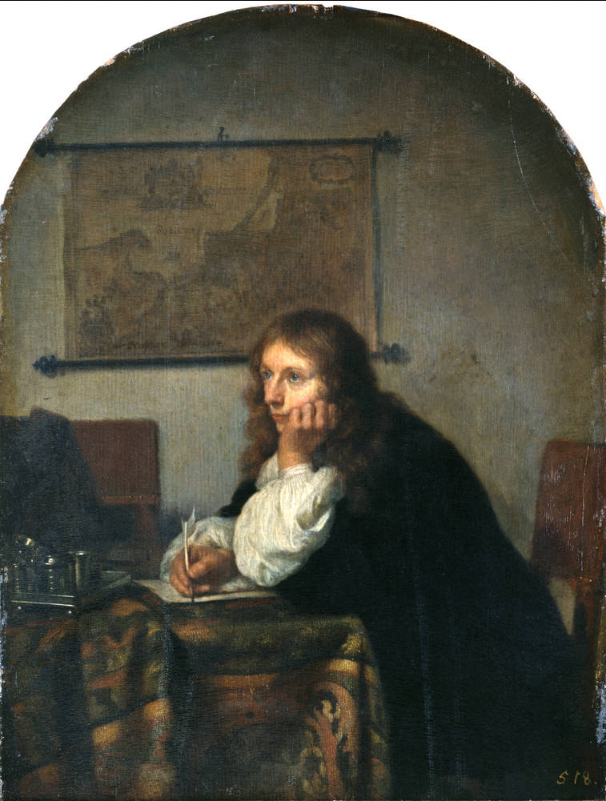
De briefschrijver 1665, olieverf op paneel, 27 * 18.5 cm, Staatliche Kunstsammlungen Dresden
Jonge vrouw in venster, een papegaai voerend 1666, olieverf op paneel, 46 * 37 cm, Wuppertal, Von der Heydt-Museum
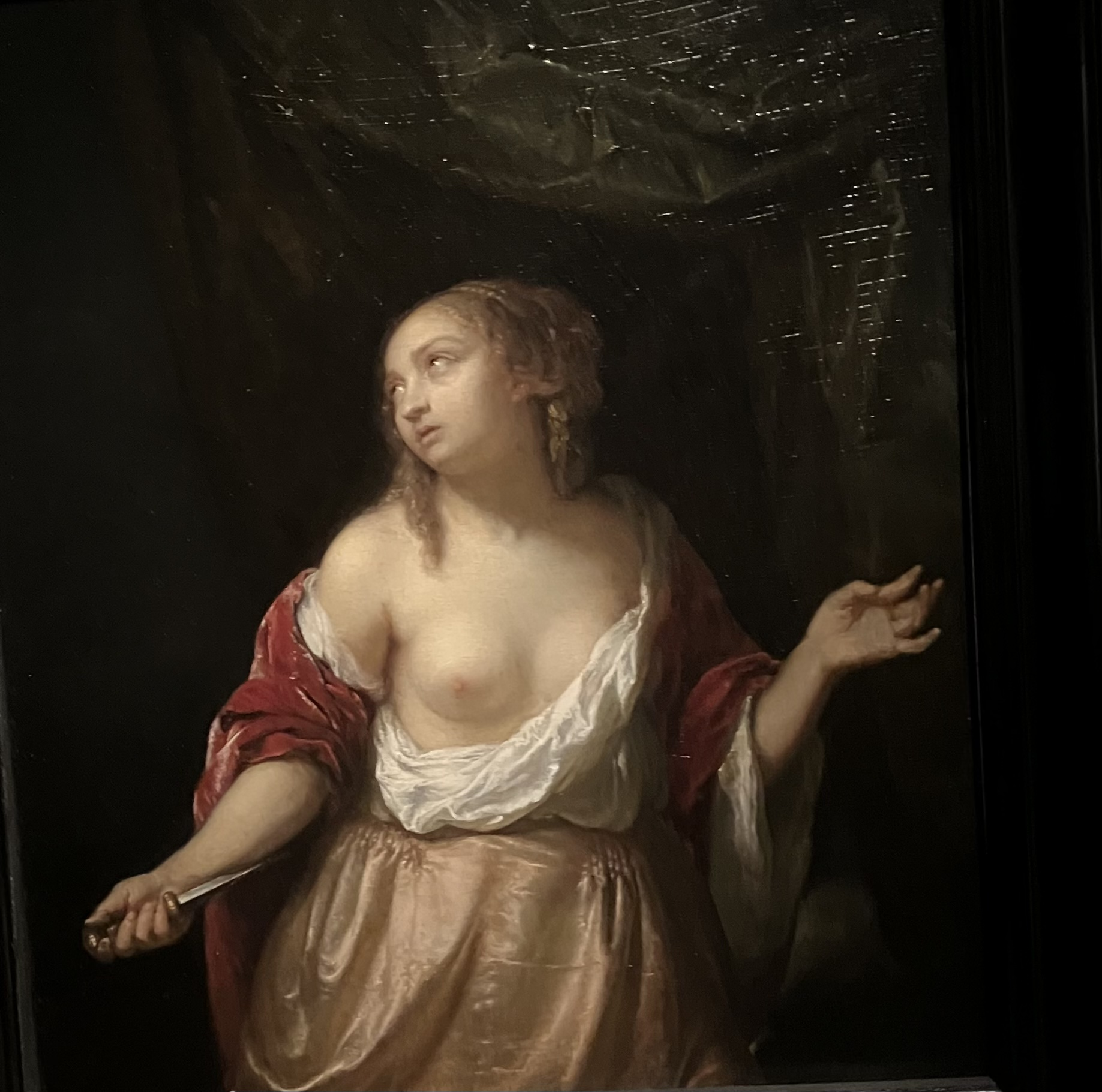
Lucretia 1665-1667, olieverf op paneel, 28.8 * 24.3 cm, The Leiden Collection
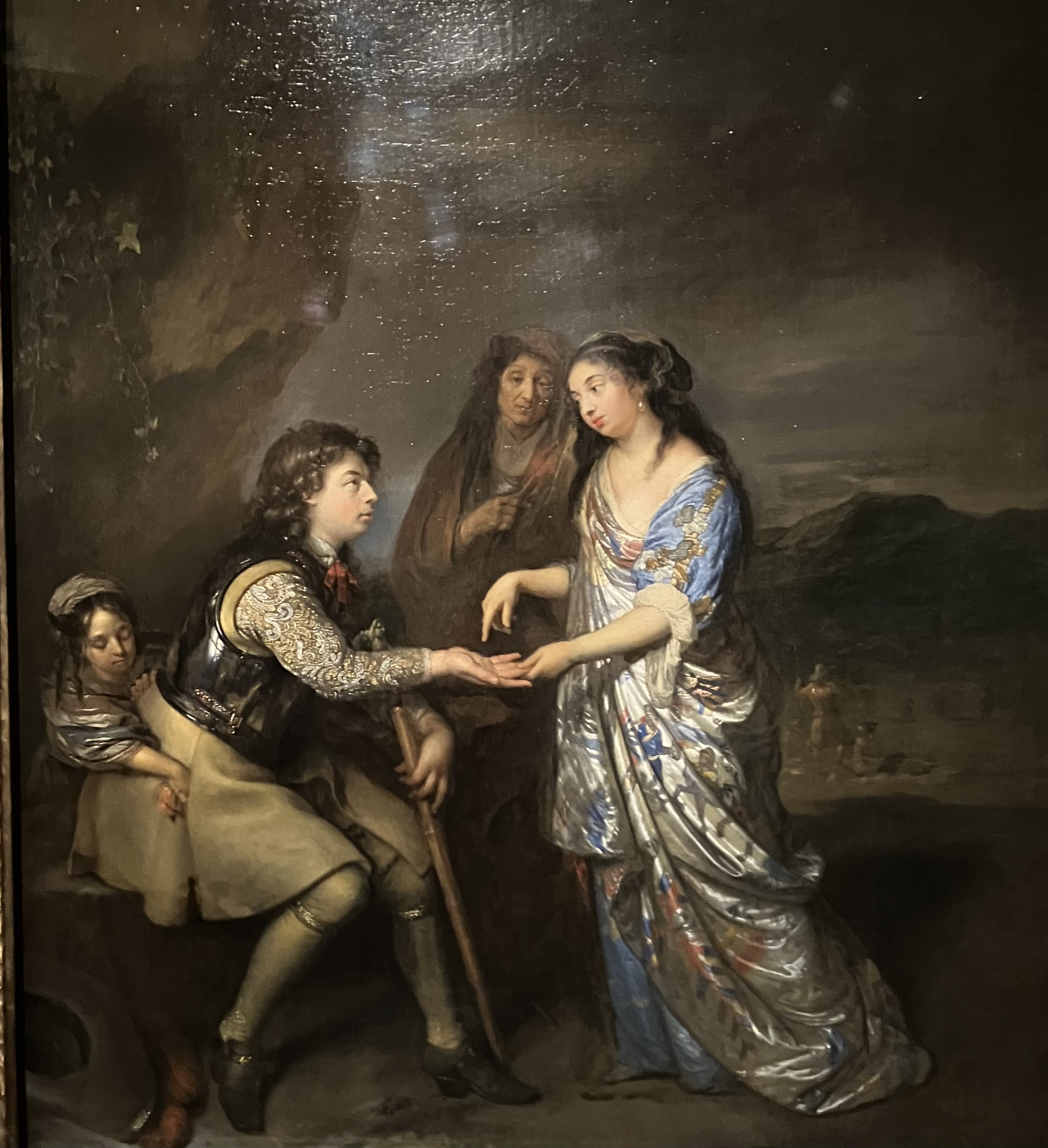
De waarzegster 1666-1670 , olieverf op doek, 59.5 * 51 cm, The Leiden Collection
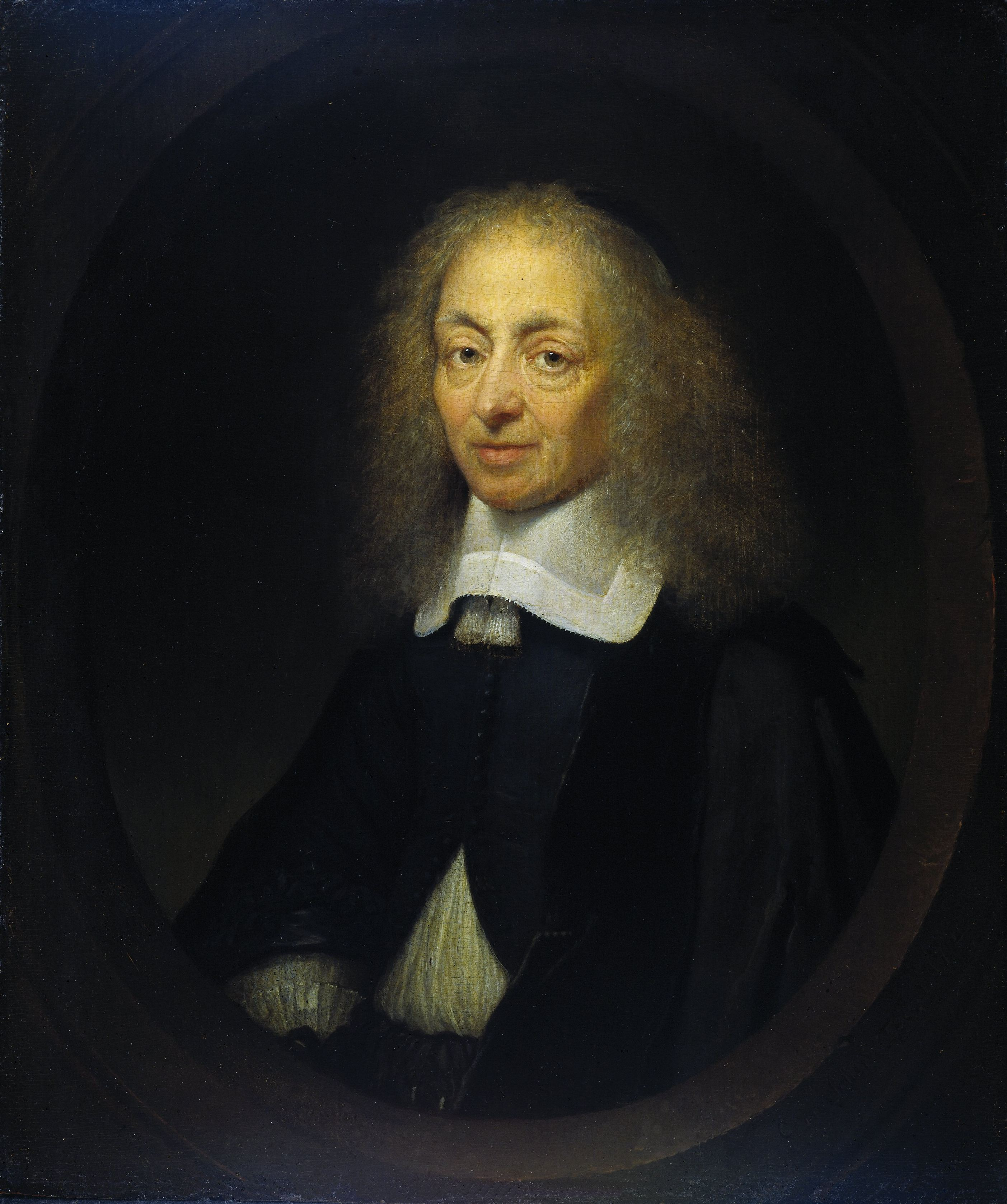
Constantijn Huygens (1596-1687) 1672, olieverf op paneel, 27 * 23 cm, Rijksmuseum Amsterdam
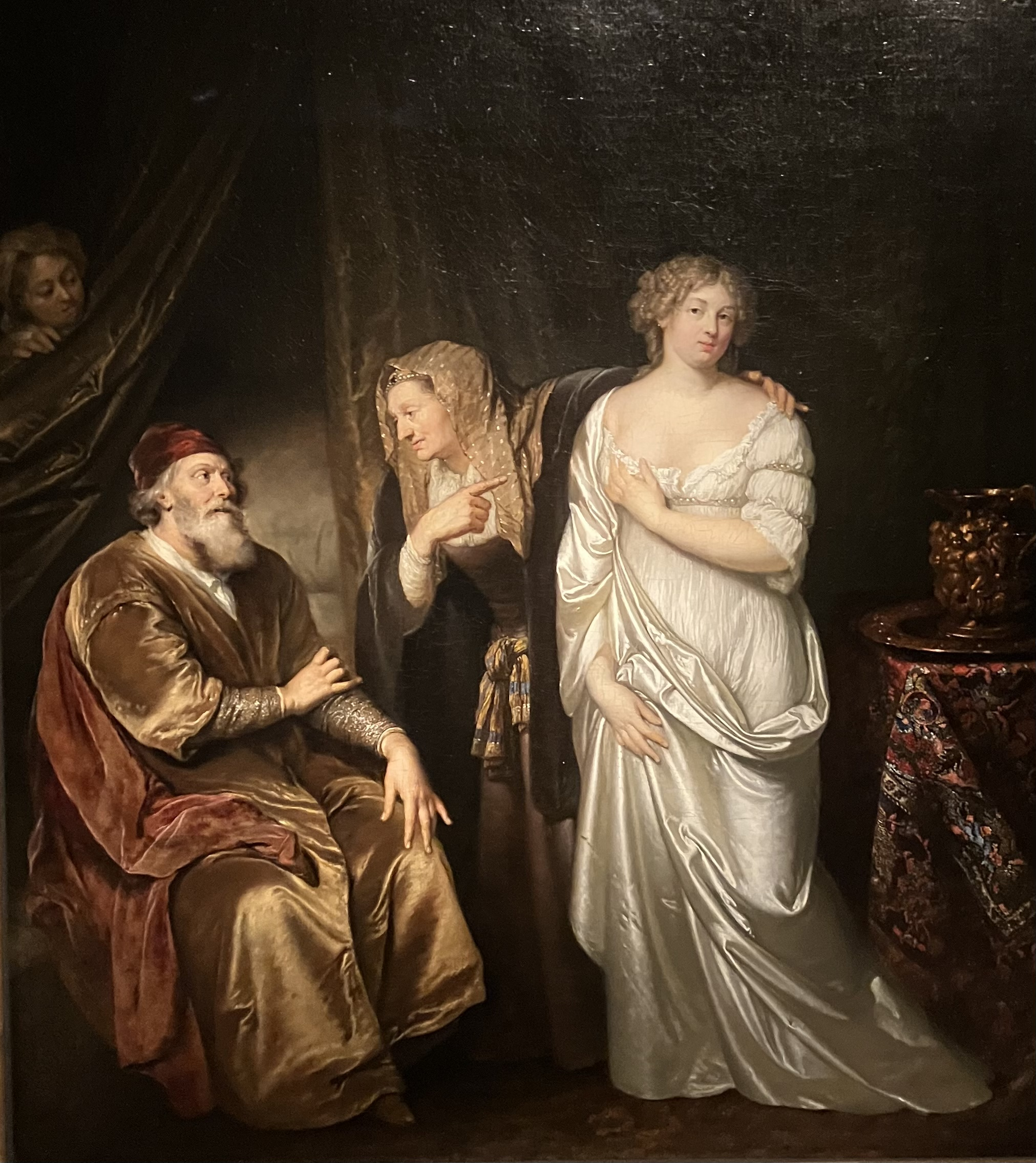
Sara brengt Hagar bij Abraham 1673, olieverf op paneel, 59.5 * 50,5 cm, The Leiden Collection
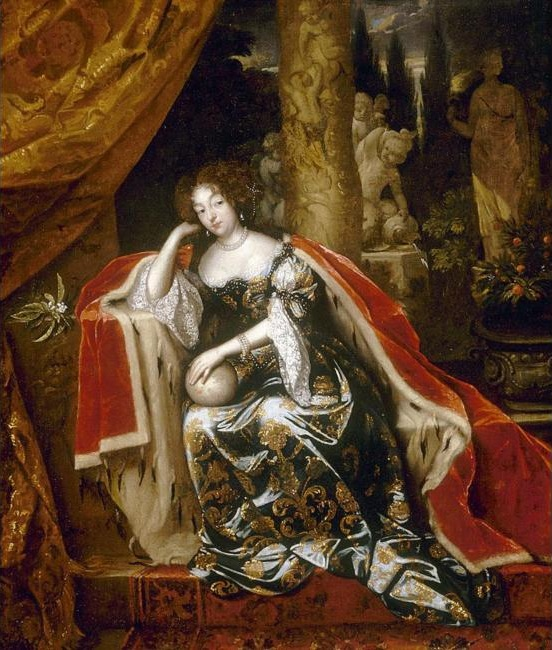
Portret van prinses Maria Stuart II (1662-1695) 1676, olieverf op doek, 80.5 * 63 cm, Rijksmuseum Amsterdam

- Auckland Art Gallery Toi o Tāmaki: 2650
- Biblioteca Nacional de España: XX4816459
- Bibliothèque nationale de France: cb14542251b (data)
- Biografisch Portaal: 32909815
- Digitale Bibliotheek voor de Nederlandse Letteren: nets001
- Gemeinsame Normdatei: 122988426
- International Standard Name Identifier: 0000 0000 7973 8606
- KulturNav: 5381690b-869a-4352-8b9c-c46b449a67ea
- Library of Congress Control Number: nr95046456
- National Gallery of Victoria: 3407
- Nationale Bibliotheek van Polen: a0000002801215
- Nederlandse Thesaurus van Auteursnamen: 101395450
- RKD-Nederlands Instituut voor Kunstgeschiedenis: 59178
- SNAC: w6m758j6
- Système universitaire de documentation: 226081168
- Union List of Artist Names: 500019639
- Virtual International Authority File: 39615291
- WorldCat: E39PBJB4cCvbD44K8v73Wj4wmd